# Ólafur H. Jónsson
Ólafur Hlöðver Jónsson, fast ausschließlich bekannt als Ólafur H. Jónsson (* 7. Dezember 1949 in Reykjavík), ist ein ehemaliger isländischer Handballspieler und -trainer. Er wurde mit dem TSV Grün-Weiß Dankersen Deutscher Meister. In Deutschland wurde er fast ausschließlich als Kreisläufer eingesetzt, während er in Island häufig als mittlerer oder linker Rückraumspieler fungierte.

## Karriere
Jónsson begann mit 15 Jahren bei Valur Reykjavík mit dem Handballspielen und wurde bereits mit 18 Jahren zum A-Nationalspieler. 1971 verpasste er mit Valur noch den Meistertitel durch ein 10:12 im Entscheidungsspiel gegen FH Hafnarfjörður. 1973 konnte dann jedoch die isländische Meisterschaft und 1974 der isländische Pokal gewonnen werden. 1975 wechselte er zum amtierenden DHB-Pokalsieger TSV Grün-Weiß Dankersen in die Bundesliga, mit dem er den Titel 1976 verteidigen konnte. Im Finale wurde die SG Dietzenbach mit 13:12 besiegt. Das Double verhinderte die Finalniederlage um die Deutsche Meisterschaft gegen den VfL Gummersbach. Ebenfalls wurde das Finale im Europapokal der Pokalsieger bei BM Granollers mit 24:26 nach Verlängerung verloren. In der Saison 1976/77 konnte die Deutsche Meisterschaft mit einem 21:20 gegen den TV Großwallstadt dann aber errungen werden. Zum Abschluss seiner Zeit bei Dankersen wurde Jónsson 1979 noch einmal DHB-Pokalsieger. Daraufhin wechselte er zurück nach Island zum Zweitligisten Þróttur Reykjavík, bei dem er das Amt des Spielertrainers übernahm. In der ersten Saison stieg die Mannschaft auf und wurde im folgenden Jahr Vizemeister hinter Víkingur Reykjavík und Pokalsieger. Im Finale wurde Vikungur mit 21:20 bezwungen. Im Europapokal der Pokalsieger scheiterte man dann erst im Halbfinale an Dukla Prag. 1983 beendete Jónsson zunächst seine Karriere, wurde im März 1984 jedoch von Valur Reykjavík für den Rest der Saison reaktiviert. 1985 spielte er noch für die zweite Mannschaft.
Er debütierte am 16. November 1968 gegen die Bundesrepublik Deutschland in Reykjavík für die Isländische Nationalmannschaft. Insgesamt absolvierte er 138 Länderspiele für die Auswahl, in denen er 301 Tore erzielte. Er nahm an den Weltmeisterschaften 1970 und 1974 sowie den Olympischen Sommerspielen 1972 teil.

## Erfolge
- Isländischer Meister (1): 1973
  - Isländischer Vizemeister (4): 1971, 1974, 1975, 1980
- Deutscher Meister (1): 1977
  - Deutscher Vizemeister (1): 1976
- Isländischer Pokalsieger (2): 1974, 1981
- DHB-Pokalsieger (2): 1976, 1979
- Aufstieg in die Úrvalsdeild (1): 1980
  - Vize-Europapokalsieger der Pokalsieger (1): 1976

## Sonstiges
Sein Bruder Jón Pétur Jónsson war ebenfalls isländischer Handballnationalspieler. Als Ólafur Grün-Weiß Dankersen 1979 verließ, wechselte Jón Pétur zum Mindener Verein.
Nach seiner Handball-Karriere spielte der gelernte Diplom-Kaufmann erfolgreich Golf.